# Sai Baba de Shirdi

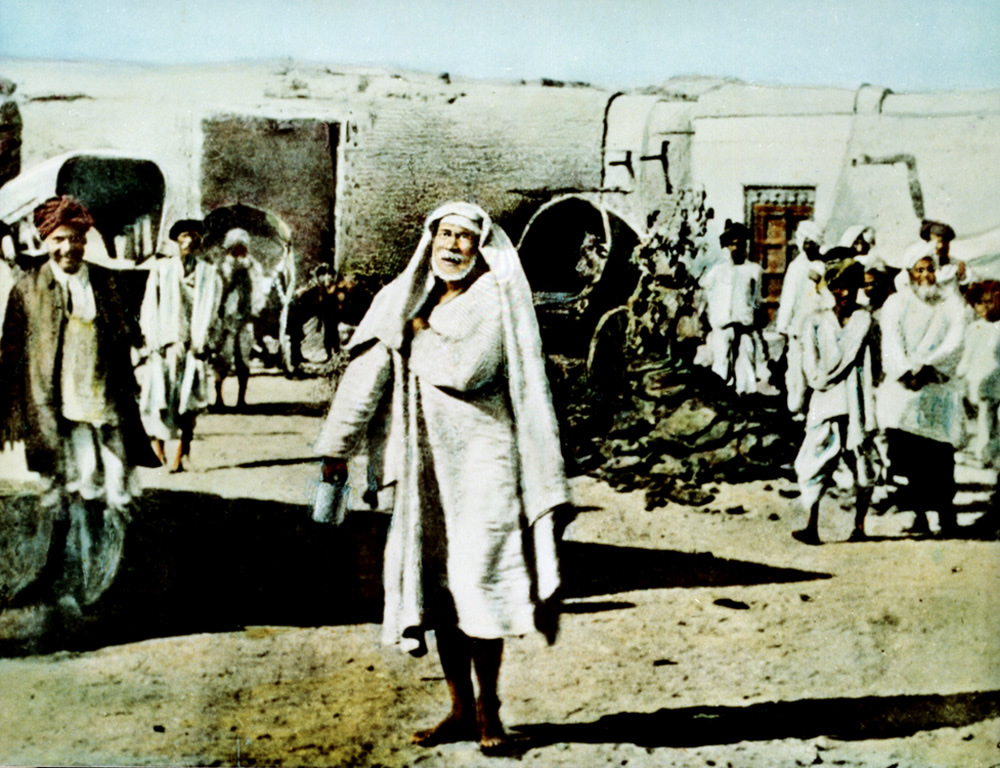
Sai Baba con su indumentaria habitual.

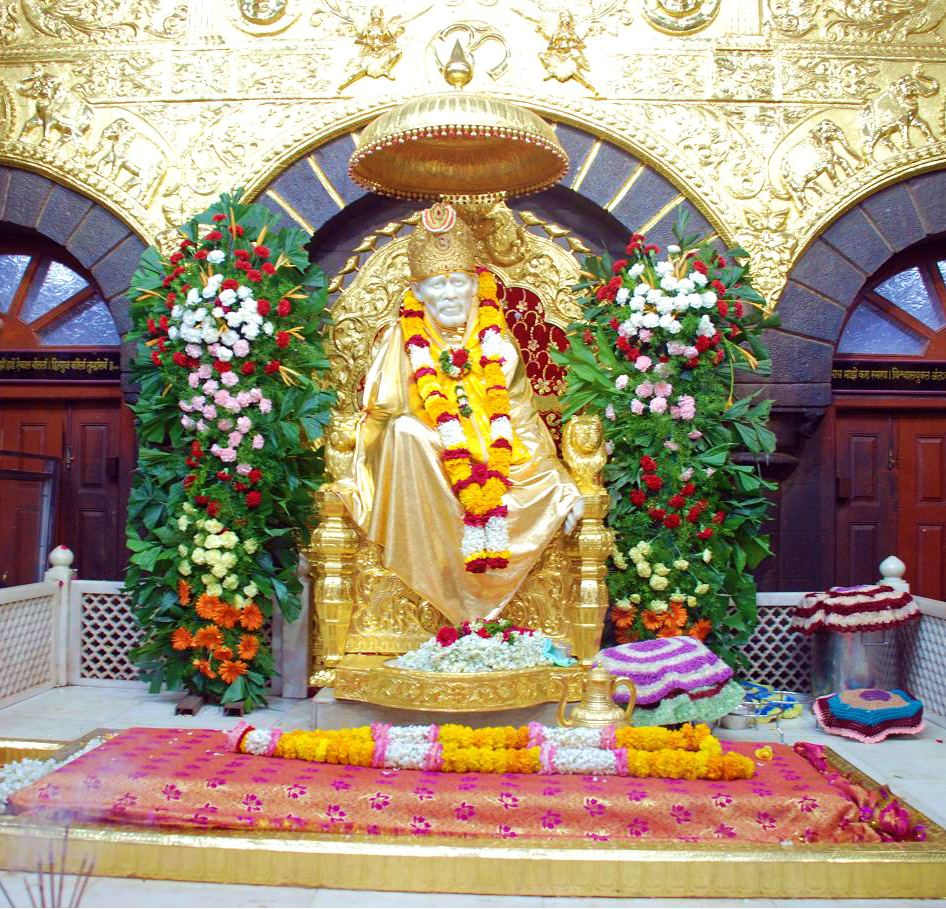
Templo de Sai Baba en Shirdi.

Sai Baba de Shirdi (1838-15 de octubre de 1918), también conocido como Shirdi Sai Baba, fue un yogui, gurú y faquir indio que es considerado por sus devotos hindúes y musulmanes como un santo, y para sus devotos hindúes la encarnación de Shivá o Dattatreya. Hay muchas historias y relatos de testigos oculares de los milagros que realizó. Es una figura bien conocida en muchas partes del mundo, pero especialmente en la India, donde es venerado.
El nombre "Sai Baba" es una combinación de origen indio y persa; Sai (Sa'ih) es el término persa para "santo", por lo general atribuidos a ascetas islámicos, mientras que Baba (honorífico) es una palabra que significa "padre, abuelo, viejo, señor" que se utiliza en las lenguas indo-arias. El apelativo se refiere a Sai Baba como un "santo padre".
Sus padres, los detalles del nacimiento y su vida antes de la edad de dieciséis años son inciertos, lo que ha llevado a una serie de especulaciones y teorías que intentan explicar los orígenes de Sai Baba. No está claro si era musulmán o hindú, aunque  la distinción no tenía ninguna importancia para él. En cualquier caso, tenía gran interés en el islamismo y adoptó elementos en su perspectiva hinduista, tratando de reconciliar el hinduismo y el Islam. Dio el nombre hindú Dwarakamayi a la mezquita donde vivía, y practicó rituales tanto hindúes como musulmanes y enseñó utilizando palabras y cifras que extrajo de las dos tradiciones.
Sai Baba condenaba la discriminación basada en la religión o la casta. Predicaba la importancia de la 'autorrealización' y criticaba el 'amor hacia las cosas perecederas'. Sus enseñanzas se concentraron en un código moral de amor, perdón, ayuda a los demás, caridad, satisfacción, paz interior y devoción a Dios y al gurú. Estas enseñanzas de su secta alcanzaron el éxito en el mundo occidental. Hacía hincapié también en la importancia de rendirse al verdadero satgurú, quien, habiendo recorrido el camino hacia la conciencia divina, podía guiar al discípulo a través de la jungla del crecimiento espiritual.
Uno de sus bien conocidos epigramas de Dios dice: "Sabka Malik Ek" ("Un Dios gobierna todos"), que remonta sus raíces al islam en general y en particular el sufismo. Siempre pronunciaba "Alá Malik" - Señor es el único protector. Entre otros de sus dichos favoritos para los devotos estaban: 'Mírame, y yo te miraré' y Allah tera bhala karega ('Dios te bendecirá').
Fue enterrado en un templo hindú en Shirdi.
Sathya Sai Baba se puso ese nombre en su honor, afirmando ser su reencarnación.